# Добрачина улица (Београд)
| Добрачина улица | Добрачина улица |
| --------------- | --------------- |
|                 |                 |
| Општина         | Стари Град      |
| Почетак         | Васина улица    |
| Крај            | Дунавска улица  |
| Дужина          | 1000 m          |
| Ширина          | 10 m            |
| Створена        | 1872            |
| Названа         | 1872            |
|                 |                 |
|                 |                 |
| Добрачина улица |                 |

Добрачина улица  налази се на Општини Стари град Београда, и протеже се правцем од Васине улице број 10, паралелно са улицама Књегиње Љубице и Доситејеве, пресеца Улицу цара Душана и излази на Дунавску улицу.
Добрачина улица једна је од улица која је настала предлогом плана реконструкције Вароши у шанцу који је урадио Емилијан Јосимовић, професор и ректор Лицеја и Велике школе. Мада Јосимовићев предлог регулације из 1867. године није био званично прихваћен, изнете идеје о урбаном преображају Београда утицале су на промене у урбанистичкој политици и на велике захвате у реконструкцији Вароши.
Од уличне мреже какву је предложио Јосимовић изведено је неколико правих улица. Поред Добрачине улице, то су и Браће Југовића, Змај Јовина, Краља Петра, Душанова, Скендербегова, Стевана Високог и, с мањим одступањима, Васина и Цара Уроша. На Дунавској падини регулацију данашњих улица Добрачине, Браће Југовића, Змај Јовине, Улица краља Петра, Цара Душана, Скендербегове и дела Господар Јованове изводи инжењер Игњат Сјеницки, доследно се придржавајући правоугаоне мреже.

## Име улице
Улица је добила назив још у 19. веку, тачније 1872. године по Јовану Димитријевићу Добрачи. Није мењала назив.

### Јован Димитријевић Добрача
Јован Димитријевић је био гружански војвода. Био је трговац стоком великог угледа рођен у месту Добрача одакле и потиче његов надимак. Био је један од команданата српске војске у Бици на Љубићу.

## Суседне улице
- Браће Југовића
- Васина
- Господар Јевремова
- Господар Јованова
- Доситејева
- Дунавска
- Змај Јовина
- Књегиње Љубице
- Симина
- Скендер бегова
- Страхињића бана
- Цара Душана

## Археолошке ископине
У Добрачиној улици је нађен део некрополе. Нађени су надгробни споменици, опеке и керамике. Ови предмети се могу видети у Народном музеју.

## Историјске занимљивости
Београдске општинске новине из 1888. године наводе распоред изношења ђубрета, које односи концесионар. По том распореду, станари улице Добрачина, у 1. кварту варошком, свој отпад износе недељом.
1911. године дат је предлог да се одређен број улица у Београду калдрмише, укључујући и Добрачину улицу, и то део од улице Браће Југовића, до улице Цара Душана.
Део улице Добрачина, од Цара Душана до Гундулићевог венца је калдрмисан током 1929. и 1930. године.
По одредби из закона о таксама о наплати такса код Општине Београдске, из 1929. године, Добрачина улица до улице Цара Душана је сматрана улицом 3. реда, а део од Цара Душана до краја улице, улицом 4. реда.
1934. године, изграђени су ”модерни” тротоари - са коловозом од ломљеног камена, у Добрачиној улици, и то од Васине улице, до улице Цара Душана.  Радове је изводило грађевинско предузеће ”Златибор”.

## Обнова коловоза 2023. године
У периоду од априла до јуна 2023. године вршени су радови на замени коловозне конструкције у Добрачиној улици, у делу од улице Цара Душана, до улице Васе Чарапића. Радови су вршени на ископу, уградњи три слоја дробљеног камена и асфалтним слојевима.  На потезу између улица Браће Југовића и Симине, уочено је да је фасада зграде у Добрачиној 16 у јако лошем стању, и да радови на обнови Добрачине улице, услед вибрација, могу додатно оштетити фасаду као и терасу објекта.
Из тог разлога, овај део улице није темељно обновљен, већ је само замењен горњи слој асфалта. За разлику од остатка улице, овај део нема поплочане тротоаре, већ је асфалтиран.

## Добрачином улицом

### Добрачина број 2
У Добрачиној 2 се налази четвороспратна стамбено пословна зграда. Зграду је пројектовао архитекта Фрања Урбан 1929. године, а подигао трговац Борислав Ристић.
- Стамбено-пословна зграда у улици Добрачина 2, Београд
- Стамбено-пословна зграда у улици Добрачина 2, Београд - фасада ка Добрачиној улици
- Добрачина 2 - поглед из улице Лазе Пачуа
- Добрачина 2 - скица пројекта
- Добрачина 2 - немачко бомбардовање Београда

### Добрачина број 3
Кућа породице Христић-Мијушковић се налази у Београду, на адреси Добрачина 3. Подигнута је 1930. године и представља непокретно културно добро као споменик културе. Кућа је саграђена према пројекту инжењера Мијушковића, док је парцела на којој је саграђена припадала Филипу Христићу, дипломати, министру иностраних дела и касније министру просвете у влади кнеза Михаила Обреновића.
- Натпис на Добрачиној 3
- Улазна врата Куће породице Христић Мијушковић
- Стамбена зграда у улици Добрачина 3 - Кућа породице Христић-Мијушковић

### Добрачина бројеви 5 - 9
У Улици Добрачина, на бројевима 5, 7, и 9, налази се стамбена зграда коју је изградило Савезно Министарство електропривреде. Стамбена зграда има 33 стамбене јединице.  Грађевинско предузеће ”Дело” извршило је почетне радове 1947. године, а грађевинско предузеће Извршног народног одбора ”Полет” завршило је изградњу новембра 1948. године.  Ова стамбена зграда има два улаза, која се воде под бројевима 5 и 9.
- Стамбена зграда у улици Добрачина 5 - 9, Београд (слика из 1948. године)

### Добрачина број 6
У Добрачиној улици број 6 су Павле Бихали и другови покренули часопис Нова литература и основали издавачко предузеће Нолит 1928. године. О том сведочи плоча на самој згради. Зграду у Добрачиној број 6 је пројектовао архитекта Милан Минић.
- Стамбена зграда у улици Добрачина 6, Београд
- Плоча на улазу зграде у Добрачиној 6

### Добрачина број 8
У Добрачиној 8 се налази стамбено-пословна зграда ”Инфинити”, бруто површине 3940м2. Зграду су пројектовали Драган Марчетић и Миодраг Мирковић. Зграда је грађена у периоду од 2008. до 2014. године.
- Стамбено-пословна зграда у улици Добрачина 8, Београд
- Стамбено-пословна зграда у улици Добрачина 8, Београд

### Добрачина број 13
У Добрачиној 13 се налази угаона пословно-стамбена зграда са два улаза: један у Добрачиној 13, а други у улици Браће Југовића број 7. Објекат је намењен колективном становању, и саграђен је пред почетак Другог светског рата. Након оштећења током бомбардовања Београда, објекат је обновљен 1946. године, о чему сведочи плоча на улазу. Уписана је забележба својства културног добра 2017. године.
- Стамбена зграда у улици Добрачина 13
- Стамбена зграда у улици Добрачина 13
- Плоча на улазу зграде у Добрачиној 13

### Добрачина број 14
Кућа инжењера Исака  и Стеле Туви  у Добрачиној 14 подигнута је 1934. године по пројекту истакнутог архитекте београдског међуратног модернизма, Момчила Белобрка. Објекат је намењен колективном становању. Зграда спада у ред репрезентативних остварења модернистичке архитектуре међуратног Београда, са сведеним третманом фасада, наглaшеним функционализмом и геометризацијом маса. Посебно је акцентован угаони део са вертикалним низом лођа. Предметни објекат поседује архитектонско-урбанистичку вредност као репрезентативан представник архитектуре модернизма и културно-историјску вредност као репрезент ауторске архитектуре. Уписана је забележба својства културног добра 2017. године.
Као и на другим објектима које је пројектовао Белобрк, на објекту у Добрачиној 14 може се приметити хармонија отвора и њихових подела и диспозиција. Заобљеност угла фасаде, као и увучене терасе су направљене као елемент заштите од директног сунца. Белобрк је већину просторија окренуо ка југо-западу. Код оних станова где то није било могуће, користио је северо-западну оријентацију. Код ових станова је користио унутар-дворишну фасаду (југо-исток) како би омогућио улазак додатног светла, и најбољу оријентацију кухиња, трпезарија и тераса. 

Државна хипотекарна банка је изложила на јавној продаји 10. маја 1943. године плац за зградом у Добрачиној 14, за износ од 11.200.000 динара.
Фасада на објекту у Добрачиној број 14 је обновљена 2004. године у оквиру конкурса за ревитализацију 11 фасада под заштитом државе, а у склопу пројекта ”Лепа Србија” 
- Стамбена зграда у улици Добрачина 14 - Поглед из улице Браће Југовића
- Стамбена зграда у улици Добрачина 14, Београд

### Добрачина број 15
На адреси Добрачина 15 се налази породична кућа Миловановић из 1884. године и представља непокретно културно добро као споменик културе. 1927. године дозидан је спрат по пројекту архитекте Ђуре Бајаловића, а у периоду 2005–2010. према пројекту архитеката Милана Палишашког и Предрага Петковског дозидан је објекат савремене материјализације.
Окренута је ка две улице, Добрачину и Симину. Кућа породице Миловановић је типичан пример градске куће-виле с краја 19. века, са лепо уређеним вртом и оградом од кованог гвожђа, какве су грађене на Дунавској падини.
- Пословна зграда у улици Добрачина 15, Београд. Угао са Симином улицом.
- Пословна зграда у улици Добрачина 15, Београд.  Ноћна слика.
- Фасада и главни улаз из Симине улице
- Фасада и ограда од кованог гвожђа
- Део некадашње терасе на крову куће и надоградња иза куће

### Добрачина број 16
На углу Симине и Добрачине улице број 16 налази се објекат подигнут (око 1900. године) за браћу Константина и Николу З. Поповић. Објекат је пројектовао архитекта Никола Несторовић. Намена објекта је јавног садржаја. Постоје подаци да је на том месту још 1881. године постојала зграда, која је давана у закуп Великој школи а касније је служила као зоолошки музеј Београдског Универзитета. С обзиром да су браћа Поповић имали јувелирско-златарско-часовничарску радњу, која је четврт века (од око 1880. до 1905) била водећа у београдској чаршији и поседовали велики број кућа у Београду највероватније је да је овај објекат служио искључиво за ренту.
Иако позициониран на углу квадратне парцеле, једноспратни објекат није решен као угаони већ је попут претходних Несторовићевих објеката јавне намене конципиран као објекат подужног плана са развијеним крилима, тако да је у дубини парцеле формирано мало, унутрашње двориште. Улаз је постављен на средини главне фасаде и од њега се гради основа, која није потпуно симетрична, односно крајња крила нису исто решена.
Данас се у згради браће Поповић налази Институт за метеорологију Физичког факултета. Објекат је због неодржавања у изузетно лошем стању, и постоји ризик од обрушавања фасаде.

### Добрачина број 18
У Добрачиној 18 се налази угаона зграда намењена колективном становању. Карактеристично за овај објекат је да су зидови улазног хола декорисани хоризонталним фугама у малтеру с цик-цак испустима. Уписана је забележба својства културног добра 2017. године.
У Добрачиној 18 се 1887. године налазила Штампарија задруге штампарских радника.

### Добрачина број 20
У Добрачиној број 20 се налази троспратна стамбена зграда, намењена колективном становању, коју је подигла Персида Миленковић и у њој основала задужбину под именом „Фонд Персе Р. Миленковић“.

### Добрачина број 21
У Добрачиној број 21 се налази зграда намењена колективном становању коју је пројектовао Драгиша Брашован 1932. године. Зграда се по пројекту састоји од приземља, мезанина, четири спрата и мансарде.

### Добрачина број 22
У Добрачиној 22 се налазила стамбена зграда трговца Натана Баруха коју је пројектовао Алфред Меламед, 1935. године. Меламед је пројектовао дозиђивање и надзиђивање приземне зграде. Зграда се састојала из сутерена, високог приземља, спрата и мансарде. У сутерену су били смештени гаража, подрум, перионица и канцеларија с прозорима ка улици. На сваком спрату налазио се по један четворособни стан. Нацрт прочеља открива одређене идеје и мотиве које ће архитекта примењивати у свом даљем стваралаштву: комбиновање четворокрилних и трокрилних прозора, складне пропорције читавог прочеља, повлачење зоне мансарде и формирање терасе.
Ова грађевина је срушена током Другог светског рата и данас више не постоји, а о њеном изгледу сведочи једино сачувана пројектна документација.
На овом месту се данас налази четвороспратна стамбена зграда.

### Добрачина број 25
У Добрачиној број 25 се налази зграда намењена колективном становању изграђена 1936. године, а коју је пројектовао Момчило Белобрк. На овој згради, Белобрк је користио сведену орнаментацију хоризонталним профилисаним бордурама.
Милан Јовановић Батут живео је у Добрачиној 25, по подацима из 1928. године.

### Добрачина број 29а
У Добрачиној 29а, на углу са улицом Господар Јовановом, се налази кућа Марије Димић. Ова једноспратна кућа изграђена је према пројекту Драгутина Димића из 1911. Представља карактеристичан пример стамбене зграде са слободније примењеним самосталним сецесијским декоративним елементима. Фасаде ове куће прекривају стилизовани геометризовани флорални мотиви. Ова кућа има на уском угаоном делу фасаде балкон од кованог гвожђа.

### Чукур чесма
Чукур чесма, споменик културе, је уметничко дело вајара Роксандића. Налази се испред броја 30, куће Геце Кона. Обележава аутентично место једног историјског догађаја, као и место једне од најстаријих јавних чесама у Београду. Због својих уметничких и историјских вредности проглашен је за споменик културе 1965. године.
- Чукур чесма у Добрачиној улици, Београд
- Чукур чесма у Добрачиној улици, Београд
- Добрачина улица у Београду - Поглед на Чукур чесму

### Добрачина број 30
У Добрачиној 30 је живео Геца Кон, српски књижар и издавач. Стекао је велико богатство и саградио вилу у Добрачиној улици бр. 30, ту је имао и магацин књига. Осим по великој издавачкој делатности, Геца Кон је био познат по великој новчаној подршци књижевницима и свим вреднијим културним институцијама. Велики део средстава уложио је у популарисање дела домаћих писаца кроз библиотеке Наша књига, Златна књига, Српски народ у 19. веку, као и кроз оне везане за школску лектиру.
Приликом градње виле 1921, радници су у дворишту нашли "костурницу" са 18 трошних скелета - спекулисало се да је то можда било турско гробље.
Испред улаза у зграду у Добрачиној број 30, су јула 2022. године постављена два камена спотицања .
- Добрачина 30
- Фасада куће у Добрачиној 30
- Фасада куће у Добрачиној 30
- Улазни ходник - Добрачина 30
- Камен спотицања - Stolperstein - Геца Кон и Елза Кон

### Добрачина број 31
У Добрачиној 31 се налази троспратна стамбена зграда, намењена колективном становању, саграђена за трговца Симона Романа. Ова зграда је урађена по пројекту Момчила Белобрка, 1936. године. Зграда има развијену основу са двотрактним уличним корпусом и једнотрактним дворишним крилима уз бочне ивице парцеле. На пројекту се могу приметити високо декорисане гитер решетке прозора сутерена, док је сам улаз нешто скромнији. На изведеном објекту може се уочити да је портал решен далеко интересантније, са доњим стакленим пољима декорисаним концентричним овалним полупрстеновима, што је представљало варијацију карактеристичног Белобрковог дизајна.
- Плоча на улазу зграде у Добрачиној 31

### Добрачина број 35
Добрачина 35 је позната као кућа породице Харисијадис. Излази и на Улицу Страхињића бана 66а. На згради се налази и плоча на којој пише Браћа А. Харисијадис. Зграду су подигла браћа Харисијадис од оца Аристотела Харисијадиса. Аристотел је био трговац и у Нишу је 1874. основао трговинску радњу за промет колонијалном робом. Породица се проширила рођењем деце: Константина-Коче, Спиридона-Спире, близанаца Перикла и Леонида, Александре и Сократа. У тој згради на четвртом спрату, у улазу из Добрачине 30 је живела Мара Харисијадис, унука Аристотела Харисијадиса, ћерка Спиридона Харисијадиса, познати историчар уметности, која се бавила проучавањем илуминација, минијатура, орнамената српских рукописа које је активно проналазила по библиотекама и манастирима широм Европе.
- Табла на згради Добрачине 35
- Табла на згради Добрачине 35
- Фасада зграде угао Добрачине 35 и Страхињића Бана 66а

### Добрачина број 39
Објекат у Добрачиној број 39 је саграђен 1927. године као вила Едварда и Данице Влајић Замбони. Архитекта Бранислав Којић је пројектовао ову вилу, а његова супруга, архитекта Даница Којић је пројектовала ентеријер овог објекта.
Диспанзер ”Кап млека” се налазио у Добрачиној 39 током 1940. и 1941. године.
Ова зграда је шездесетих и седамдесетих година 20. века била седиште дипломатске мисије државе Иран у Београду.
Данас је у овој згради смештен хотел Павиљон.
- Зграда у улици Добрачина 39, Београд
- Зграда у улици Добрачина 39, Београд
- Зграда у улици Добрачина 39 - ноћна слика
- Детаљ на згради у улици Добрачина 39 - ноћна слика

### Добрачина број 43
Зграда у Улици Добрачина број 43 (угао са Цара Душана) саграђена је 1927. године, и позната је као Житарски дом, о чему сведочи натпис на углу зграде.
1940. године се у њој налазило седиште Привредне коморе Београда.
Јапански конзулат је имао своје просторије у овој згради на првом спрату 1940. године, са бројем телефона 21-931
Зграда Житарског дома је значајно оштећена током Немачког бомбардовања Београда, што се може видети на снимку.
- Зграда у улици Добрачина 43, Београд
- Зграда у улици Добрачина 43, Београд
- Зграда у улици Добрачина 43, Београд

### Добрачина број 44
У Добрачиној 44 се налази угаона пословно-стамбена зграда са два улаза: један у Добрачиној 44, а други у улици Страхињића Бана број 65.
- Стамбено пословна зграда у улици Добрачина 44, Београд
- Стамбено пословна зграда у улици Добрачина 44 - улазна капија

### Добрачина број 51
У Добрачиној 51 (угао са Скендер-беговом 51) се налази Музеј Науке и Технике. Музеј је основан 1989. године, на иницијативу академика Александра Деспића и Српске академије наука и уметности. Одлуком Владе Републике Србије, додељена му је зграда прве јавне термоелектране на Дорћолу.

### Добрачина број 56а
У Добрачиној 56а се налази стамбено пословна зграда.
- Стамбено пословна зграда у улици Добрачина 56а, Београд

### Добрачина број 59
У Добрачиној 59 налази се Дорћол плац, удружење грађана основано да се остваре циљеви у области културе, нових технологија, ширења свести о основним људским слободама и правима.
У Добрачиној број 59 пре Другог светског рата, се налазио део нехигијенског насеља познатог под именом Пиштољ-мала. У допису Одељка за грађевински одбор и контролу зидања, који је августа 1934. сачинио „списак имена садашњих сопственика бесправно подигнутих зграда“, као делови овог насеља помињу се „I блок Пиштољ-мале, Добрачина улица бр. 68“ и „II блок Пиштољ-мале, Добрачина улица бр. 59“. То су биле две уске и дугачке парцеле са укупно 35 малих кућа подигнутих на приватном имању унутар формираних градских блокова. Теодота Панђела је била власник плацева у Добрачиној 59 и Добрачиној 68. Она је плацеве поделила на мање „парцеле“ и давала их „у годишњи закуп разним лицима која су на истим подигла мале нехигијенске станове, противно прописима. Први станови овде су подигнути 1925−1927, а временом су дограђивани нови. Тако је средином тридесетих, на броју 59 било шеснаест, а на броју 68 деветнаест објеката. Године 1934. порушене су чатрље на имању Теодоте Панђеле у Добрачиној улици.

### Добрачина број 60
У Добрачиној 60 се налази пословно стамбена зграда.  Данас је у овој згради смештено неколико предузећа, као и  Почасни конзулат Јамајке.
- Стамбено пословна зграда у улици Добрачина 60, Београд

На крају улице 1939. је изграђен омладинско вежбалиште.